# Sportellidae
Sportellidae zijn een familie van tweekleppigen uit de superorde Imparidentia.

## Taxonomie
De volgende geslachten zijn bij de familie ingedeeld:
- Fabella Conrad, 1863
- Sportella Deshayes, 1858

### Synoniemen
- Austroturquetia Cotton, 1930 => Isoconcha Dautzenberg & H. Fischer in Pelseneer, 1911
- Benthoquetia Iredale, 1930 => Isoconcha Dautzenberg & H. Fischer in Pelseneer, 1911